# Natriumfluorosilicaat
Natriumfluorosilicaat is een smaakloze en geurloze anorganische verbinding met als brutoformule Na2SiF6.